# Flying Doctor (song)
Flying Doctor is een nummer van de Britse band Hawklords. Het is afkomstig van hun album 25 Years On, dat is opgenomen in Langley Farm, Devon.
Het album 25 Years On ging over de uitzichtloze situatie van de mensheid in het algemeen. Flying Doctor liet hetzelfde thema horen maar had een andere invalshoek. Het nummer gaat over een arts die deel uitmaakt van Royal Flying Doctors Service. Deze arts heeft zoveel tijd tijdens zijn werktijden dat hij begint te snoepen uit zijn eigen apotheek en zodoende verslaafd raakt aan medicijnen, heroïne (he tied up his arm) en cocaïne (he sprinkled out a powder). Als er vervolgens een noodoproep komt uit het verzonnen dorp Wallarolla in de outback van Australië, heeft hij niet meer voldoende medicijnen om een patiënt te helpen. Toch gaat hij ernaartoe en voert een appendectomie onverdoofd uit.
Het nummer is geschreven door de twee basisleden van Hawklords/Hawkwind; Dave Brock en Robert Calvert. Of Brock en Calvert hier deels uit eigen ervaring spraken is onbekend, beiden waren soms behoorlijk verslaafd aan alles en nog wat. De muziek is eentonig van opzet. De riff bestaat uit een centrale toon met vervolgens achtereen een secunde omhoog, basistoon, secunde omlaag, basistoon. Centraal in de tekst is de sleutel van het magazijn (Cabinet key), dat steeds obsessiever klinkt. Gedurende het gehele nummer is een hoppend geluid te horen, terug te voeren op een rondspringende kangoeroe. Het nummer eindigt met de geluiden van een vliegtuig. Het nummer gaat zonder pauze over in The Only Ones.
De eerste versie van het nummer werd live ingespeeld door, later volgde definitieve opname.
- Robert Calvert: zang
- Dave Brock: gitaar
- Harvey Bainbridge: basgitaar, zang
- Steve Swindells: toetsinstrumenten
- Martin Griffin: slagwerk

Het nummer werd gespeeld tijdens een deel van de 42 concerten die volgden op uitgifte van het album in oktober 1978.
Het nummer staat in schril contrast met de later uitgebrachte romantische televisieserie The Flying Doctors.